# Villemomble Sports
Maillots
Actualités
Villemomble Sports est un club français fondé en 1922 et basé à Villemomble (Seine-Saint-Denis) dans la banlieue est de Paris. D'origine militaire, le club est aujourd'hui dans le giron du club omnisports du même nom qui comprend différentes sections sportives et il évolue au sein de la Régional 1 de la Ligue de Paris-Île-de-France de football.

## Histoire
La Société Municipale d’Education Physique et de Préparation Militaire est fondée en 1922. La première section créée est le football, dont nombre de joueurs viennent du Raincy, après la disparition de la Raincéenne, club voisin fondé en 1910. 
En 1928, le club compte 30 licenciés. En 1933, le club dont l'équipe fanion joue en Promotion d'Honneur crée son école de football et compte 90 licenciés.
Le maire adjoint, Claude Ripert, fait construire le stade sur ses fonds propres. Le stade est inauguré 29 mai 1938 par le maréchal Pétain. Il a depuis pris le nom de Claude Ripert, maire pendant la guerre.
La guerre voit l'apparition d'une nouvelle section dédiée au handball, sport amené par l'envahisseur. Raymond Hoynant, qui l'a proposé au maire, participe d'ailleurs, en 1941, à la création de la fédération française de handball. En 1943, Villemomble est champion de France zone occupée de handball ; les deux premiers capitaines sont tués avant la fin de la guerre. En 1945, Villemomble remporte la coupe et le championnat de France. Toujours dirigée par Raymond Hoynant, l'équipe de handball de Villemomble remporte coupes de France et deux championnats de France en handball à onze ainsi que la première édition du Championnat de France à 7 en 1953.
Au sortir de la deuxième guerre, M. Heurtaux devient président du club de football. L'équipe prend son envol en 1964 : l'une des vedettes s'appelle Victor Pezzali. Ils animeront, avec Jean Fabre, une école de jeunes tout en continuant à exercer leurs talents dans l’équipe première. 
En 1966, l’équipe de football se qualifie contre Alençon pour le sixième tour de la coupe de France. Un journaliste écrit dans son journal que « s’il fallait distribuer des notes aux différents acteurs de cette rencontre, il faudrait donner le maximum au jeune Pezzali pour son omniprésence intelligente durant la rencontre »[réf. nécessaire]. 
En 1967, le club de football remporte le titre de Champion de Paris de Promotion d’Honneur et monte en DHR. 
En 1968, le club est renommé Villemomble Sports. La VS foot est championne de Paris de DHR et accède au plus haut niveau du Championnat de la Ligue de Paris en Division d’Honneur. L'équipe n'a plus quitté ce niveau depuis 1969 sauf pour monter en division supérieure comme en 1978 où l’équipe monte en 4e division. 
En 1976, Victor Pezzali succède au Président Heurtaux. Le club de football atteint les seizièmes de finale de la Coupe de France en 1977. Ils s'inclinent en match aller-retour face à l'OGC Nice. À l'aller, à Gagny le 12 mars 1977, Villemomble s'incline 1-0. Au retour au stade du Ray, le 2 avril, Nice domine ses adversaires 6-0.
En 1996, l’équipe de football entraînée par Jean-Claude Baulu gagne trois coupes[Quoi ?] et obtient une deuxième place en Division d’Honneur. 
En 2002, Gérard Vivargent devient président du club de football. Après avoir passé 21 saisons consécutives en Division d’Honneur, le club connait trois promotions en quatre saisons sous la direction de l'entraîneur Alain M'Boma. Au milieu des années 2000, les arrivées de joueurs comme André-Joël Eboué, Victor Mendy ou Grégory Arnolin tirent le club vers le haut. 
L'accession en Championnat de France de football National est assurée le 12 mai 2007 grâce à une victoire 1-0 face à Plabennec. Lors de la saison 2007-08, le club termine 17e de National, et est donc relégué en CFA. Malgré une belle victoire 2-0 contre le champion, Vannes OC lors de la 2e journée, le club parisien s'est battu toute la saison pour ne pas descendre et finit avec 41 points, à 4 points du maintien.
Un des points faibles du club est la faible capacité de son stade, qui ne propose que 600 places assises. Des travaux d'agrandissement et de mise en conformité ont été engagés et ces derniers ont été approuvés par la commission des stades de la FFF.
Pendant l'été 2009, l'entraîneur historique Alain M'Boma quitte le club de football pour le Red Star. Il est remplacé par Bernard Bouger.

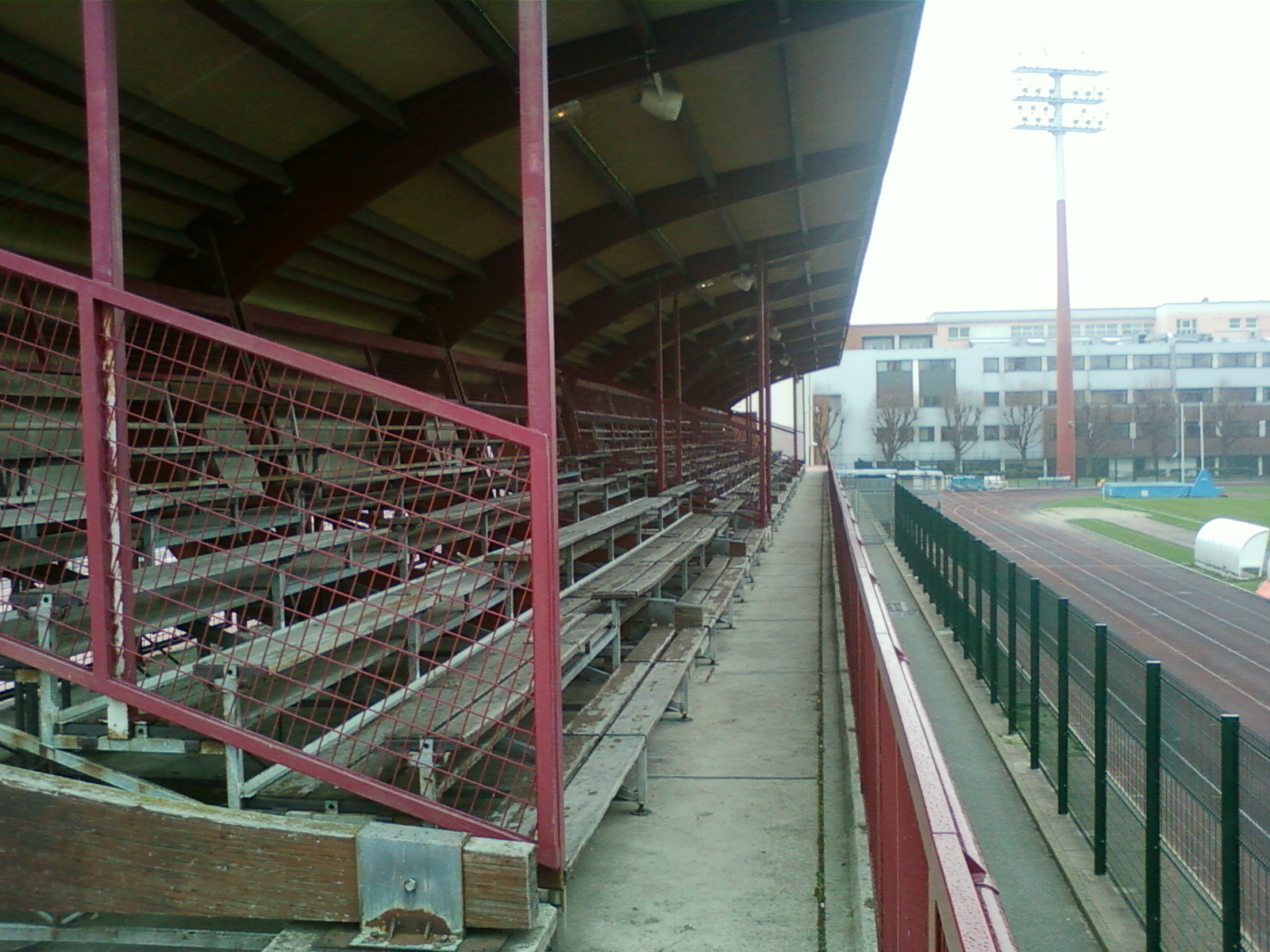
La tribune du stade Claude Ripert (au sein du complexe sportif Georges-Pompidou)

Lors de la saison 2009-2010, Villemomble a fini 3e derrière les SR Colmar et l'UJA Alfortville.
En 2011, Audrey Tcheuméo, qui s'entraîne dans la section judo, devient championne d'Europe puis championne du monde de judo (moins de 68 kg) ; Ketty Mathé, également licenciée, devient dans la même compétition championne du monde par équipe.
À l'issue de la saison 2011-2012, le club de football est relégué en CFA 2 sept ans après l'avoir quitté, après un nul 0-0 à Sénart-Moissy, le match faisait en quelque sorte office de « finale » pour le maintien car le club vainqueur se maintenait et qu'un match nul condamnait VS à la relégation. La semaine précédant le match, l'entraîneur Philippe Lemaître avait été démis de ses fonctions et la gestion de l'équipe avait été laissée à Mohamed Bamba, l'un des joueurs de l'équipe. L'équipe clôt ainsi une série de onze matches sans victoire.

## Historique
Handball à onze

Ancien logo

- Vainqueur du Championnat de France : (2) : 1945 et 1949
- Vainqueur de la Coupe de France (7) : 1945, 1946, 1949, 1950, 1951, 1952, 1953

Handball à sept
- Vainqueur du Championnat de France (1) en 1953
- finaliste de la Coupe de France en 1976

Football
- 3e de Championnat de France amateur de football (CFA) Groupe A : 2010
- 5e de Championnat de France amateur de football (CFA) Groupe D : 2009
- Relégué du Championnat de France de football National 2008 (17e)
- Champion de Championnat de France amateur de football (CFA) Groupe D : 2007
- 6e de Championnat de France amateur de football (CFA) Groupe D : 2006
- Champion de football CFA2 Groupe G : 2005
- Champion de Ligue de Paris Île-de-France de football (DH, Paris) : 2004

Autres
- Audrey Tcheuméo championne d'Europe puis du monde de Judo : 2011

La section football évolue au stade Claude Ripert (du nom du maire qui l'a inauguré), dans le parc municipal des sports Georges Pompidou (du nom du deuxième président de Ve République française).
Le club évolue pour la saison 2019-2020 en  R2 .

### Entraîneurs
- 1993-1995 :  Patrice Heaulmé

### Anciens joueurs
- André-Joël Eboué
- Victor Mendy
- Daniel Yeboah
- Mustapha Yatabaré
- Grégory Arnolin
- Thierry Modo Abouna
- Mamadou Samassa
- Sébastien Corchia
- Hervé Batoménila
- Alain Mboma
- Paulo Marques
- Maghnes Akliouche

### Historique Coupe de France
- 7e tour : Pacy sur Eure (Nat.) 1-0 Villemomble  (2010)